# Campeonato del Mundo de patinaje de velocidad en línea 1994
El Campeonato Mundial de patinaje de velocidad en línea de 1994 tuvo lugar del 22 al 28 de agosto en la localidad francesa de Gujan-Mestras. Fue la primera ocasión que la que Francia organizó el campeonato.

## Mujeres
| Distancia                 | Oro                                                    | Plata                                                   | Bronce                                              |
| Pista                     | Pista                                                  | Pista                                                   | Pista                                               |
| ------------------------- | ------------------------------------------------------ | ------------------------------------------------------- | --------------------------------------------------- |
| 300 m Contrarreloj        | Gypsy Lucas                                            | Valerie Dieumegard                                      | Nora Vega                                           |
| 500 m Sprint              | Cheryl Ezzell                                          | Gypsy Lucas                                             | Valerie Dieumegard                                  |
| 1.500 m Sprint            | Vicci King                                             | Elisabetta Giorgini                                     | Debby Ann Tilling                                   |
| 5.000 m Puntos            | Vicci King                                             | Sandrine Plu                                            | Debby Ann Tilling                                   |
| 10.000 m Eliminación      | Theresa Cliff                                          | Debra Beveridge                                         | Rosana Sastre                                       |
| 5.000 m Relevos           | Estados Unidos Theresa Cliff Cheryl Ezzell Gypsy Lucas | Australia Debra Beveridge Desley Hill Debby Ann Tilling | Alemania · Michaela Heinz · Grit Lange · Anne Titze |
| Ruta                      |                                                        |                                                         |                                                     |
| 300 m Contrarreloj        | Nora Vega                                              | Desley Hill                                             | Sheila Herrero                                      |
| 500 m Sprint              | Desley Hill                                            | Heather Laufer                                          | Eva María Richardson                                |
| 1.500 m Sprint            | Sheila Herrero                                         | Eva María Richardson                                    | Heather Laufer                                      |
| 5.000 m Puntos            | Sheila Herrero                                         | Sandrine Plu                                            | Debby Ann Tilling                                   |
| 10.000 m Eliminación      | Theresa Cliff                                          | Debra Beveridge                                         | Rosanna Saitta                                      |
| Larga distancia           |                                                        |                                                         |                                                     |
| 21.097,5 m Media Marathon | Heather Laufer                                         | Sandrine Plu                                            | Debby Ann Tilling                                   |

## Hombres
| Distancia            | Oro                                                      | Plata                                             | Bronce                                                    |
| Pista                | Pista                                                    | Pista                                             | Pista                                                     |
| -------------------- | -------------------------------------------------------- | ------------------------------------------------- | --------------------------------------------------------- |
| 300 m Contrarreloj   | Tony Muse                                                | Mickael Bolivard                                  | Brayden Jones                                             |
| 500 m Sprint         | Derek Parra                                              | Tony Muse                                         | Mickael Bolivard                                          |
| 1.500 m Sprint       | Chad Hedrick                                             | Tony Muse                                         | Pascal Gravouil                                           |
| 10.000 m Puntos      | Martín Escobar                                           | Derek Parra                                       | Arnaud Gicquel                                            |
| 20.000 m Eliminación | Dante Muse                                               | Chad Hedrick                                      | Arnaud Gicquel                                            |
| 10.000 m Relevos     | Australia Brayden Jones Christopher Luxton Glen Margetts | Estados Unidos Chad Hedrick Tony Muse Derek Parra | Bélgica · Nico Briffaerts · Wouter Heytens · Davy Willems |
| Ruta                 |                                                          |                                                   |                                                           |
| 300 m Contrarreloj   | Tony Muse                                                | Derek Parra                                       | Franck Tarray                                             |
| 500 m Sprint         | Tony Muse                                                | Franck Tarray                                     | Anthony Dodd                                              |
| 1.500 m Sprint       | Derek Parra                                              | Arnaud Gicquel                                    | Dirk Breder                                               |
| 10.000 m Puntos      | Martín Escobar                                           | Derek Parra                                       | Arnaud Gicquel                                            |
| 20.000 m Eliminación | Arnaud Gicquel                                           | Dante Muse                                        | Martín Escobar                                            |
| Larga distancia      |                                                          |                                                   |                                                           |
| 42.195 m Marathon    | Derek Parra                                              | Arnaud Gicquel                                    | Martín Escobar                                            |

## Medallero
| Pos. | País           | Oro | Plata | Bronce | Total |
| ---- | -------------- | --- | ----- | ------ | ----- |
| 1.   | Estados Unidos | 16  | 10    | 1      | 27    |
| 2.   | Argentina      | 3   | 1     | 5      | 9     |
| 3.   | Australia      | 2   | 3     | 6      | 11    |
| 4.   | España         | 2   | 0     | 1      | 3     |
| 5.   | Francia        | 1   | 8     | 7      | 16    |
| 6.   | Italia         | 0   | 1     | 1      | 2     |
| 7.   | Alemania       | 0   | 0     | 2      | 2     |
| 8.   | Bélgica        | 0   | 0     | 1      | 1     |

- Datos: Q19286177